# Larry T. Shaw
Larry T. Shaw, mit vollem Namen Lawrence Taylor Shaw (geboren am 9. November 1924 in Schenectady, New York; gestorben am 1. April 1985 in Sherman Oaks, Los Angeles, Kalifornien) war ein amerikanischer Herausgeber und Autor von Science-Fiction.

## Leben
Shaw war der Sohn von Welborn Taylor Shaw und von Marie Gertrude, geborene Becker. Er studierte 1946 bis 1947 an der New York University. Abgesehen von einer Episode, als er für den Army Transport Service auf einem Handelsschiff fuhr, und einer kurzzeitigen Beschäftigung als Mechaniker bei General Electric in Schenectady arbeitete er zeitlebens in der Literatur- und Zeitschriftenbranche als Redakteur, Herausgeber von Magazinen, Anthologien und Buchreihen und als Literaturagent. Neben Science-Fiction bildeten dabei diverse Auto- und Motorsportzeitschriften einen Schwerpunkt. Namentlich war er Redakteur bzw. Herausgeber bei:
- Auto Age, Februar 1953 bis April 1953
- If, Worlds of Science Fiction, Mai 1953 bis März 1954
- Rodding and Re-Styling, April 1955 bis März 1957; November 1960 bis Dezember 1962; Juli bis September 1964;
- Infinity Science Fiction, November 1955 bis November 1958
- Suspect Detective Fiction, November 1955 bis Oktober 1956
- Science Fiction Adventures, Dezember 1956 bis Juni, 1958
- Complete Road Tests, 1955 und 1956
- Science Fiction Adventures, 1956 bis 1958
- Custom Rodder, Mai 1957 bis Juli 1960
- Car Speed and Style, Dezember 1957 bis Juli I960
- Science Fiction Adventures (U.K.), März 1958 bis November 1958
- Monster Parade, 1958 bis 1959[1]
- Media Magazine Monsters and Things, 1959
- Untamed, Januar 1959 bis Juli 1960
- Cars, Dezember 1959 bis November 1960
- Customs Illustrated, November 1960 bis Dezember 1962; Juli bis September 1964
- Hop-up, Mai bis Dezember 1962
- Speed Mechanics, Mai bis Dezember 1962
- Car Model Juli 1962 bis Februar 1964[2]
- Regency Books, Oktober 1962 bis Juni 1963
- Lancer Books, Juli 1963 bis Oktober 1968[3]
- Dell Books, Oktober 1968 bis Juli 1969
- American Art Enterprises, August 1969 bis Mai 1975[4]

Abgesehen von den genannten Tätigkeiten war Shaw freiberuflicher Autor und Herausgeber und arbeitete als Redakteur bei einer Reihe von Firmenzeitschriften in der Nahrungsmittel-, Pharma- und Bekleidungsindustrie und war Verfasser der Skripts für ein Halbdutzend Suicide-Smith-Geschichten, die 1940/1941 in den Wings Comics-Anthologiemagazinen von Fiction House erschienen. Ab 1975 arbeitete er als Literaturagent in Van Nuys, Kalifornien.
Mitglied des Science-Fiction-Fandoms wurde Shaw Anfang der 1940er Jahre. 1943 war er mit Claude Degler und seinem Cosmic Circle involviert und eines der wenigen nachweislich nicht-virtuellen Mitglieder der von Degler initiierten Fangruppen. Degler zufolge bildete das SF-Fandom eine Avantgarde des Homo superior im Stil von A. E. van Vogts Slan. Das war immerhin ernst genug gemeint, um ein love camp in den Ozarks zu planen, wo die Zeugung weiterer Mitglieder der Superrasse ins Werk gesetzt werden sollte. Shaw war außerdem Mitglied der Futurians in deren Spätphase und 1945 an der Auseinandersetzung, die letztlich zum Ende dieser Gruppe führte maßgeblich beteiligt.
Shaw war im Lauf der Jahre Herausgeber von über zwei Dutzende Fanzines, sowie Apazines, die er im Rahmen der Fantasy Amateur Press Association (FAPA) und der Offtrails Magazine Publishers Association (OMPA) publizierte.  In kleinerem Umfang war Shaw auch als Science-Fiction-Autor aktiv und veröffentlichte fünf Kurzgeschichten, beginnend mit Secret Waepon, die er 1948 unter dem Pseudonym Terry Thor in der Magazinreihe Fantasy Book veröffentlichte. Außerdem editierte er eine Science-Fiction- und eine Horror-Anthologie. Als Herausgeber von Science-Fiction ist er vor allem durch seine Arbeit bei If (1953–1954) und Infinity Science Fiction (1955–1958) von Bedeutung. Mike Ashley meinte zu seiner Mitarbeit bei If, es sei bemerkenswert, wie schnell die Qualität der Beiträge dort stieg, seitdem Shaw dort Herausgeber war. In der ersten Ausgabe von Infinity vom September 1955 erschien Arthur C. Clarkes Kurzgeschichte The Star, die den Hugo gewinnen sollte und in der zweiten Ausgabe erschien mit Glowworm die erste Veröffentlichung Harlan Ellisons in einem professionellen Magazin.
Shaw hatte 1956 die Schriftstellerin und Fanzine-Herausgeberin Lee Hoffman geheiratet, die er bei der Worldcon 1955 in Cleveland kennengelernt hatte. 1959 wurde die Ehe geschieden. Im gleichen Jahr heiratete er Noreen Mary Kane, die zusammen mit ihrem damaligen Ehemann Nick Falasca im Vorsitz der Worldcon 1955 gewesen war. Das Paar hatte zwei Söhne, geboren 1960 und 1961.
Shaw wurde 1957 und 1959 als Herausgeber von Infinity für den Hugo Award in der Kategorie „Bestes professionelles Magazin“ und 1962 für Axe zusammen mit seiner Frau Noreen in der Kategorie „Bestes Fanzine“ nominiert. 1984 erhielt er den Hugo für das Lebenswerk als Science-Fiction-Herausgeber.
Shaw ist 1985 in Kalifornien im Alter von 60 Jahren an Krebs gestorben.

## Bibliografie
Anthologien
- Great Science Fiction Adventures (1963)
- Terror! (1966)
  - Deutsch: Terror, Heyne (Heyne Allgemeine Reihe #960), 1972 (die in der Originalausgabe enthaltenen Erzählungen Tie-Up, The Man of the Crowd, The Horla, or Modern Ghosts, Mrs. Bullwinkle und No News Today fehlen).

Kurzgeschichten
- Secret Weapon (1948, als Terry Thor)
- Simworthy’s Circus (1950)
- Seeds of Insecurity (1951)
- Stairway to the Stars (1951)
- The Captive Audience (1952)